# 安海镇
安海镇，古称灣海、泉安、安平、石井、鸿江等，位于福建省泉州市晋江市南部，为晋江市下辖镇，北接内坑镇，西临水头镇，南靠东石镇。地处厦漳泉中心位置。镇区总面积54.66平方公里，2010年人口普查安海人口为166754人。
安海古为泉州古港之南港，因境内有条九曲湾旧名为“湾海”，北宋开宝年间，唐名臣安金藏后裔安连济徙居湾海，易“湾”为“安”，始名“安海”安海建镇至今已800多年，几经兴废。而台湾早期垦荒也有大量安海人参与，所以对台湾文化有深刻影响。而目前安海的民营经济发达，延续着当年安平商人的历史。

## 历史

### 三国唐朝
安海古称“湾海”，因其境内有「九曲湾」而得名，三国东吴永安三年（260年）归属东安郡管辖，唐嗣圣元年（684年）归属武荣州管辖。

### 宋
北宋开宝年间，唐名臣安金藏后裔安连济徙居湾海，易“湾”为“安”，始名“安海”。安海属晋江县治下开建乡修仁里，称为安海市。东为旧市、西为新市。由于海外贸易发达，元祐二年(公元1087年)，泉州设立市舶司，于安海设立征税关卡，因境内有一清澈石井故称“石井津”。后因两市征税纷争，建炎四年（公元1130年）设“石井镇”，首任镇监为朱松（朱熹之父）协调船舶税务。镇内所辖有现在晋江安海、南安石井。绍兴二十六年，海寇入侵，当时的镇官方玺修筑土城和石门抵御，而到景炎年间土城已破败不堪。

### 元明
元朝改安海为都，属于晋江治下，为八都。并建有石井巡检司，后洪武二十年（1387年）徙于同安之陈坑。

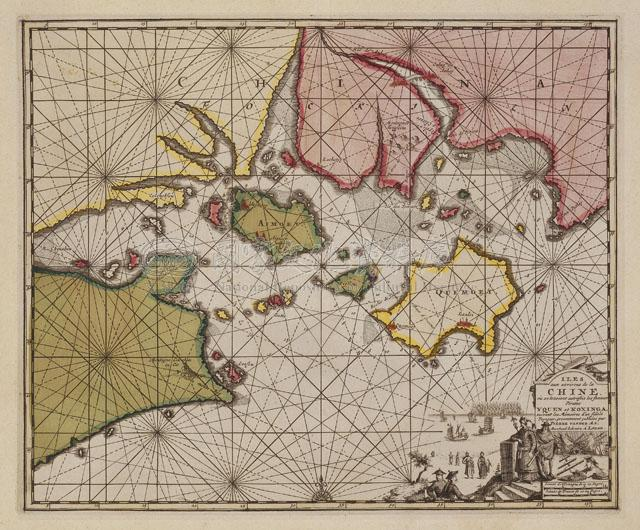
本图为荷兰人所制海图，大海盗郑芝龙以及郑成功的基地：金門與廈門一帶地區。紅色部分應為泉州府轄區，黃色為漳州府（Cincheu）轄區。在廈門（Aimoey）對岸則標示了鼓浪嶼（Colonghsou），漳州河（Chincheu R.），在泉州則標示了安海（Anhay）。金門、廈門（Quemoey）之間則為烈嶼（Lissiou）、大擔島（I. Toatta）。金門島上標示料羅（Lauloi）

明承元制，将石井镇拆分为两个镇，南安石井沿用“石井镇”之名，晋江安海則因屡受海盗入侵、希冀平安所以改称“安平镇”。故有“石井津开双石井”之称。嘉靖三十七年（1558年），倭寇入侵，县令卢仲佃倡议筑城拒敌，乡绅柯实卿捐资建造。嘉靖三十七年至嘉靖四十二年（1563年），倭寇频繁入境骚扰，戚继光、俞大猷出奇兵消灭了倭寇。嘉靖四十五年（1566年），知府熊北潭完成安平城的修筑工作。崇祯元年（1628年）底，海盗首领郑芝龙接受明朝招抚，任海防游击、五虎游击将军，驻安平镇；时年大旱，郑芝龙以三人给一头牛、每个人给三两银的条件在泉州地区大量招揽饥民，并从安海港起航前往台湾。崇祯三年（1630年）春，郑芝龙在安平镇兴建府邸，历时3年2个月竣工。崇祯十四年，郑芝龙商船由安平直达长崎，出口大量生丝128.5万公斤，黄生丝7775公斤，各类纺织品14.076万匹，以及大量瓷器。

### 清朝
清顺治三年（1646年）十一月，清贝勒世子罗托遣固山统满汉骑兵步卒，突袭安平镇，郑芝龙之弟郑芝豹、族兄弟郑芝鹏携眷弃城泊海外。下旬，清兵入安平镇，大肆淫掠，郑芝龙之妻田川氏拔剑剖腹自杀。同年十二月，郑芝龙之子郑成功闻报，回师安平。郑成功愤父北降、痛母惨死，感于国仇家恨，乃携所着儒巾青衣，赴南安县文庙哭而焚之。四拜孔子，仰天曰：“昔为孺子，今为孤臣，向背去留，各有作用，谨谢儒服，惟先师昭鉴之。”遂在安平镇誓师，高举反清复明大旗，开始反清抗争。顺治十一年（1654年），郑芝龙之弟郑鸿逵拆除安海城，将建材运到白沙修筑东石寮。顺治十二年（1655年），清军3万人进犯安平镇，郑成功自毁府第，全师退驻金门、厦门，佔領荷蘭大員熱蘭遮城後，隨將該處更名為故鄉之名安平鎮。顺治十八年（1661年），为了消灭鄭成功势力，满清政府实行迁界三十里政策，安海镇除龙山寺以外几乎全毁。康熙二十三年复界，雍正七年（1729年）在安海朝天宫东设户部税馆，称“鸿江澳”。

### 民国
1919年4月5日，设立晋南同政务处；同年10月12日，改晋南同政务处为安海县。安海县的辖区北至泉州城南顺济桥，南至南安县水头返头乡，东至大海，西至南安县溪尾双溪口。1920年1月21日，安海县与南安县重新划分辖区，将官桥以北归南安县，官桥及其以南的大盈、莲河等地归安海县；9月，安海县撤销。

### 現代
中华人民共和国成立后，曾设立过“安海区”和“安海公社”行政区划单位，隶属晋江县管辖。1985年恢复镇行政级别至今，2014年安海被列入试点“镇级市”行列。

## 地理
安海位于福建省的东南端，紧邻台湾海峡，地处厦漳泉中心位置，是泉州以及厦门的交通要道。南下方向为石井湾，北接为内坑镇，西临为水头镇，南靠为东石镇。

### 地形地貌

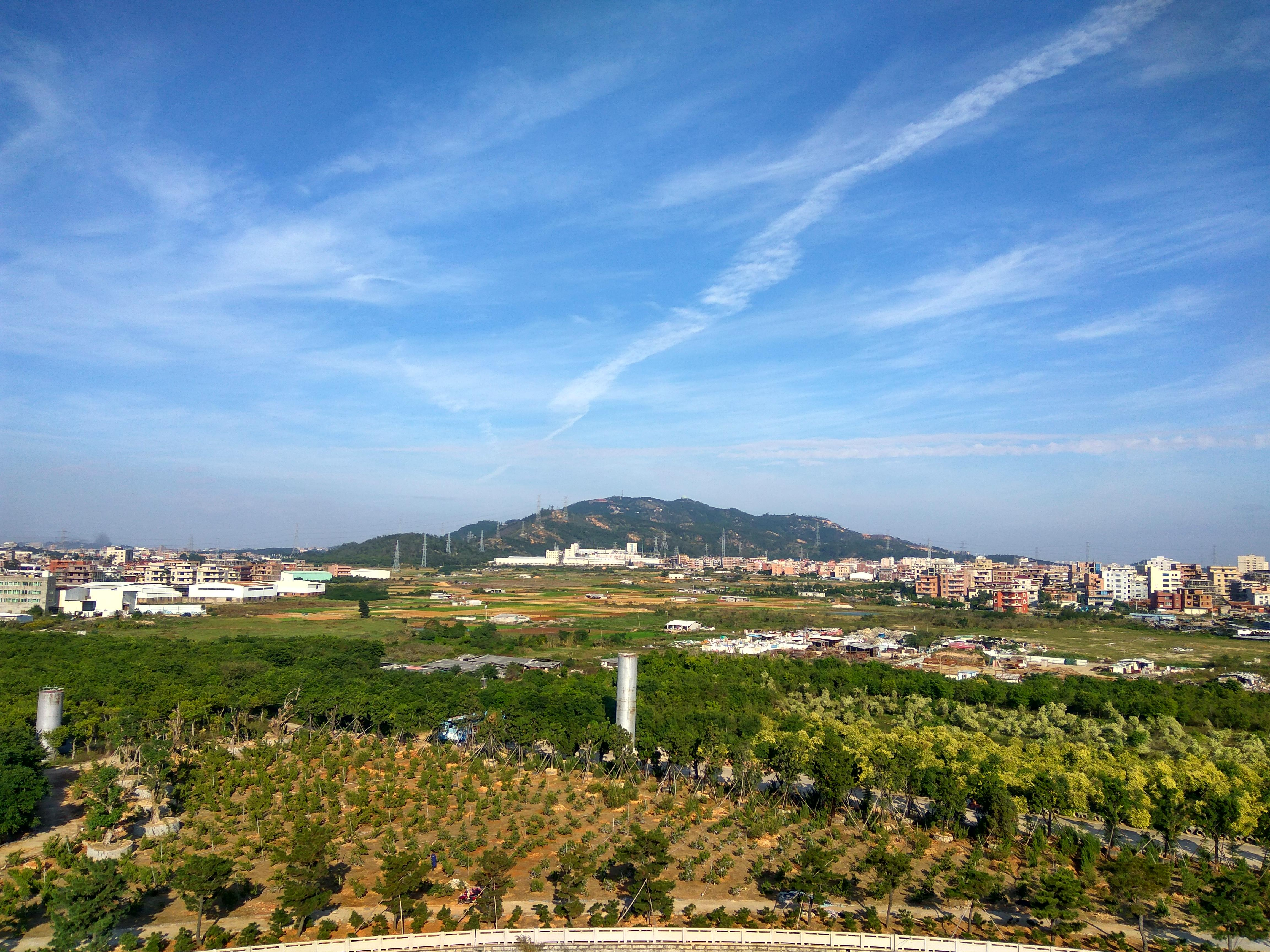
在安海镇上远眺灵源山

镇区地形为由北往南倾斜，地势平缓。属于海积平原、冲洪积平原、沿海浸剥蚀滨海丘陵和红土台地地貌，区域内的水域广泛。境内最高点为灵源山305米。

### 气候
属于南亚热带海洋性季风气候区。年平均气温一般在20℃-21℃之间，年平均降水量1200毫米。热带风暴和台风出现7月～9月，全年2～3次。全年无霜期达350天以上，全年平均日照约2100小时左右。

### 自然资源、水文情况
全镇共有耕地26591亩（人均0.23亩）。矿产资源，以及其他可利用自然资源相对缺乏。境内主要的河流有坝头溪、加塘溪、侯厝溪、外曾溪和庄头溪。镇内可饮用水源缺乏，主要靠境外南安市的石壁水库供水。

## 行政区划
最早安海镇有九围十八埔二十四境三十六巷的巷弄历史。
目前安海镇镇政府驻东鲤，辖5个社区、36个行政村：
| 社区委员会 | 村民委员会 | 村民委员会 | 村民委员会 | 村民委员会 | 村民委员会 | 村民委员会 | 村民委员会 | 村民委员会 |
| ---------- | ---------- | ---------- | ---------- | ---------- | ---------- | ---------- | ---------- | ---------- |
| 东鲤       | 西垵       | 西门       | 上垵       | 新店       | 后蔡       | 前埔       | 后林       | 西溪寮     |
| 兴胜       | 型厝       | 梧山       | 社坛       | 坑边       | 水后       | 庵前       | 前蔡       |            |
| 海东       | 安东       | 山兜       | 坝头       | 窑前       | 曾埭       | 仁寿       | 丙厝       |            |
| 鸿塔       | 可慕       | 桥头       | 赤店       | 前林       | 西柄       | 外曾       | 梧埭       |            |
| 复兴       | 西畲       | 菌柄       | 前湖       | 庄头       | 桐林       | 下洪       | 下山后     |            |
| 资料来源   |            |            |            |            |            |            |            |            |

## 人口构成和人口
镇内的人口构成为汉族，部分回、藏、苗、壮等16个少数民族。因为交通方便，经贸发达有着大量的外来务工人员。2010年人口普查全镇人口为166754人，2006~2011 年统计资料看，安海主城区内中心镇区户籍人口净增3734 人，年均增长747人，年均递增率为12.66‰。外来人口在4.6-5.0万左右。主要的人口大姓有：黄、陈、颜、许、高、施、蔡等。

## 交通

### 陆地交通
1922年乡贤陈清机筹建泉安公路，由安海为起点，经社店、福埔、青阳、池店、到达泉州。1933年，乡贤陈清机创立了泉安汽车站。镇内主要公路有县道320线、328线、322线，有福厦高速经过，但出入口在水头一侧。有福厦铁路线经过，但并没有设立站点。镇内建有安海汽车站，开行发往全国各地的长途班车，主要为泉州、厦门、漳州方向车辆。
公共交通方面：由于早年安海并没有列入晋江市公交交通规划，出入安海并不方便有1999-2000年前后，安海成立了安平客运公司，曾开通安海到泉州、金井等周边镇区的道路客运班车，但至2019年均已停运。现有3、28、36、38、39、46、Z5、K608路等公交线路途径或在安海境内始发终到。

### 水上交通
古时镇内为天然良港，大量南洋船只可直接驶进石井湾，换乘小舢板进入安平内港。民国期间有开通安海至厦门的小火轮。后因历史变迁安平内港荒废淤积泥沙，在加上20世纪70年代开发安平开发区围海造田，安平内港彻底荒废仅留下一古渡头。而目前在使用的港口为1999年建设的，安平码头，设计泊位为500吨，年货物吞吐量为40万吨，主要用于进口粮食、白糖，出口建材。

## 经济
安海目前的主要产业：钢材、陶瓷、五金、电子、玩具、皮业、文具、妇女用品等，并有着「恒安国际」、「福建亲亲」、「蜡笔小新果冻」等著名品牌。1991年成立的安平开发区，以及1500吨泊位的安平码头，也促进了安海的商贸发展。

### 经济指标
2006年至2011年生产总值各年的增长率分别为22.1%、13.33%、9.00%、11.00%、12.00%和17.38%。2011年地区生产总值为108.5亿元，安海镇人均GDP已达64425元，合10230美元，已达到世界中上等收入水平。“十一五”产业比例的0.4:59.1:40.5，产业结构向现代化工贸城镇的方向进一步发展。安海镇2015年财政收入18.42亿，工农业总产值324.30亿元，2015年全国百强镇第28位。2019年中国百强乡镇第51名。

### 金融
安海镇有大量的旅外华侨，所以侨汇业务相当发达。1871年安海就有了第一所“批馆”
至2015年底，安海有中国银行、中国工商银行、中国建设银行、中国邮政储蓄银行、中国农业银行、福建兴业银行、招商银行等多家的分支机构。

## 城乡建设

### 城池
安海城最早为南宋绍兴廿二年（1152年）修筑用来抵禦海賊的土城。明朝期间修筑好城墙。周围一千二十七丈两尺，隆庆年间又修筑两个枪楼用来抵御倭寇。清顺治十一年，郑芝龙弟郑鸿逵拆了安海城墙，运磚瓦到白沙修筑东石寮，辛丑迁界整个镇区几乎全毁。

### 道路、城镇建设
康熙廿三年（1684年）“甲子复界”靖海侯施琅在夷废近30年的镇区，兴修旧街，草建简易民房五百多间以租赁，并在在水心亭等处港坞修建码头。其后裔施世榜建造了九间大厝“九房施”。
康熙复界后安海的建设主要沿着安平桥到龙山寺为主轴，建设有三崎五坊九围十埕十八埔廿四境卅六巷。
二十世纪七十年代，安海开始建设以东区域。建有北环路、南环路两条环城公路，以及恒安工业区、东大街、安海公园、东菜市场等一系列建筑。同时整个镇区内有三家星级酒店。而进入二十一世纪，安海进行了大规模的旧城改造，建设有鸿塔小区、上悦城、金沙城等小区，以及安平桥生态公园。

## 旅游

### 古迹
安海镇历史悠久、古蹟也不胜繁多，安海镇中有“八景”：即“东海睛光”、“西畴春晓”、“双桥跨海”、“两塔凌霄”、“鸡山耸翠”、“象壁拖篮”、“天竺钟梵”、“石井书香”。这八景其中包含的古蹟有：白塔、报恩寺、安平桥、东桥、安海龙山寺、石井书院（福建省文物保护单位）。其中“天下无桥长此桥”的安平桥（国家级文物保护单位）（国家4A级景区）最为著名，东桥与安平桥，合称“双桥”、“東西橋”。

### 文物保护单位
除此之外安海镇区还有许多古迹以及文物如：福建省保护单位：星塔（郑成功少年读书的地方）、陈清机宅；泉州市文物保护单位：霁云殿（俗称“圣殿”、“北極殿”）。晋江市保护文物8处。

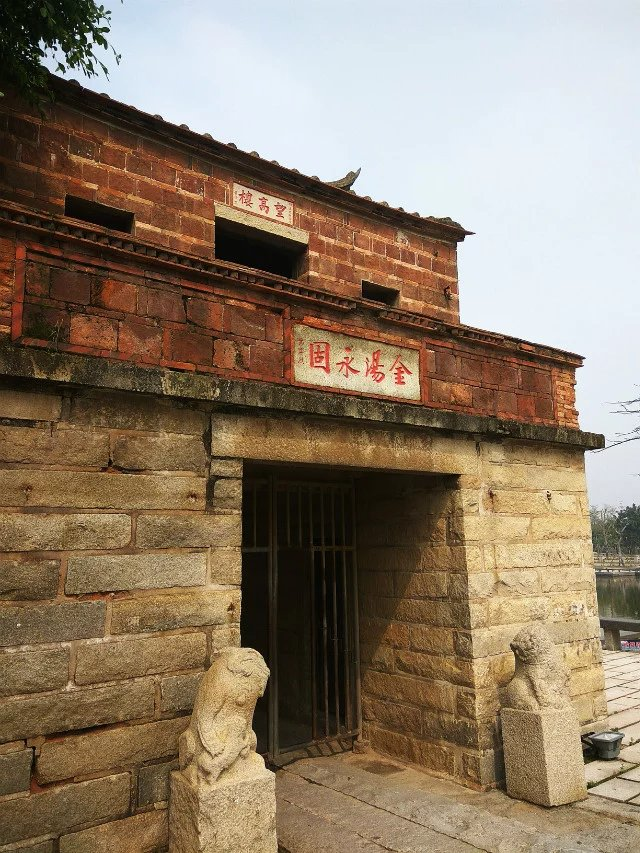
安平桥头登高楼

| 编号                 | 名称                               | 时代                 | 地点                           | 登录                 | 类型                       | 图片                 |
| 全国重点文物保护单位 | 全国重点文物保护单位               | 全国重点文物保护单位 | 全国重点文物保护单位           | 全国重点文物保护单位 | 全国重点文物保护单位       | 全国重点文物保护单位 |
| -------------------- | ---------------------------------- | -------------------- | ------------------------------ | -------------------- | -------------------------- | -------------------- |
| 1-59                 | 安平桥（五里桥）                   | 南宋                 | 晋江市安海镇鸿塔社区           | 1961年3月4日         | 古建筑及历史纪念建筑物     |                      |
| 7-1082               | 安海龙山寺                         | 明至清               | 晋江市安海镇型厝村             | 2015年3月            | 古建筑                     |                      |
| 福建省文物保护单位   |                                    |                      |                                |                      |                            |                      |
| 7-37                 | 星塔                               | 明                   | 晋江市安海镇安东村             | 2009年11月16日       | 古建筑                     |                      |
| 8-104                | 石井书院                           | 清                   | 晋江市安海镇成功西路           | 2013年1月28日        | 古建筑                     |                      |
| 8-201                | 陈清机宅                           | 1929年               | 晋江市安海镇石狮巷             | 2013年1月28日        | 近现代重要史迹及代表性建筑 |                      |
| 市级文物保护单位     |                                    |                      |                                |                      |                            |                      |
|                      | 霁云殿                             | 宋                   | 安海镇兴胜社区                 | 1991年4月9日         | 古建筑                     |                      |
|                      | 安海古庙                           | 清                   | 安海镇安东村                   | 1991年4月9日         | 古建筑                     |                      |
|                      | 东洋桥                             | 清                   | 安海镇安东村                   | 1991年4月9日         | 古建筑                     |                      |
|                      | 晋江县革命烈士纪念碑               | 现代                 | 安海镇东大街                   | 1991年4月9日         | 近现代重要史迹及代表性建筑 |                      |
|                      | 中共泉州中心县委第一次干部会议会址 | 现代                 | 安海镇 兴胜社区                | 2007年6月7日         | 近现代重要史迹及代表性建筑 |                      |
|                      | 鸿塔水心亭渡头                     | 宋                   | 安海镇鸿塔社区水心禅寺院内西侧 | 20013年2月5日        | 古遗址                     |                      |
|                      | 后库陈氏家庙                       | 明                   | 安海镇安东村后库               | 20013年2月5日        | 古建筑                     |                      |
|                      | 庄头万安天妃宫                     | 清                   | 安海镇 庄头村西里114-1号       | 2019年9月8日         | 古建筑                     |                      |
|                      | 安海高氏宗祠                       | 清-现代              | 安海镇 小宗埔3号               | 2019年9月8日         | 古建筑                     |                      |
|                      | 安海金墩黄氏家庙                   | 清-现代              | 安海镇 鸿海路218号             | 2019年9月8日         | 古建筑                     |                      |
|                      | 西溪寮蔡家娇宅                     | 清                   | 安海镇 西溪寮村北区62号        | 2019年9月8日         | 古建筑                     |                      |

### 祠堂
安海由于镇区历史悠久人口繁茂所以有众多的家族落居于此。
| 古蹟名稱               | 地址             |
| ---------------------- | ---------------- |
| 后库陈氏家庙（宋）     | 安海镇飞钱里     |
| 安平颜氏家庙（元）     | 安海镇西北型厝村 |
| 金墩黃氏家庙（明）     | 安海镇金厝居民區 |
| 晋江灵水吴氏家庙（明） | 安海镇灵水村     |
| 晋江畬里谢氏祖厝（明） | 安海镇西畬村     |
| 安平高氏宗祠（明）     | 安海镇复兴社区   |
| 后蔡颜氏家庙（清）     | 安海镇后蔡村     |
| 丙厝余氏宗祠（清）     | 安海镇丙厝村     |
| 曾埭黃氏宗祠（清）     | 安海镇曾埭村     |
| 西畬陳氏宗祠（民国）   | 安海镇西畬村     |
| 型厝颜氏家庙（民国）   | 安海镇型厝村     |
| 窑前颜氏宗祠（民国）   | 安海镇窑前村     |

## 文化

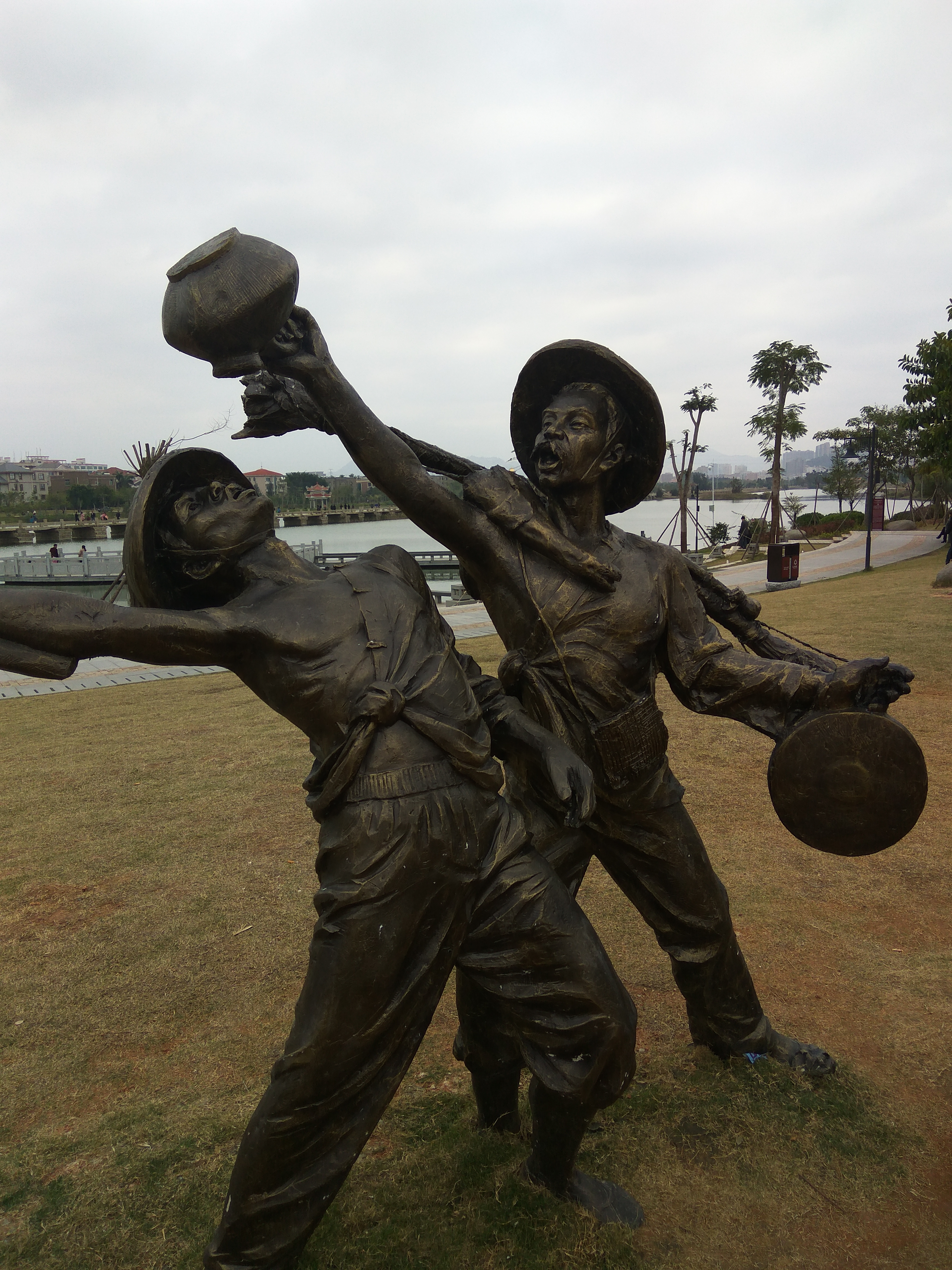
安平桥公园内的嗦啰莲雕塑

安海历史悠久，2016年获批省级文化名镇 。

### 非物质文化遗产
现有国家级非物质文化遗产——嗦啰𪡏，晋江市非物质文化遗产——水上捉鸭。

### 饮食
镇内居民亦多以稻米，以及米制加工品为主食如米粉，但仍有大量的特色美食：如在闽南地区闻名遐迩的土笋冻，还有炸菜果、捆蹄、猪血糕、桔红糕、炸咸果、炸肉果、番仔豆、蚵仔煎、海蛎饼、润饼等多样美食。安海人好客、爱排场，婚丧喜庆喜欢大操大办，时常有流水席。近年来，西餐兴起，镇区内牛排馆、咖啡馆等馆所兴立，形成新的餐饮风尚。

### 节庆
当地和中国其他地方一样普遍庆祝春节、上元、清明、端午、中秋、重阳等传统节日，而在农历的十二月十六日也是和其他闽南地区一样有相当热闹的尾牙风俗

### 民俗活动
在逢龙年的期间安海龙山寺观世音菩萨就要举行往浙江南海普陀山祖庙进香谒祖的活动，鸡年迎奉水心亭观音的习俗，安海白塔点灯仪式，而每年的中秋节还要在白塔脚下进行“烧塔仔”的活动，用来纪念元代起兵抗蒙；还有“跋狀元饼”活动，其起源据说郑成功当时为了缓解士兵的思乡之情。农历正月期还有模仿当年郑成功攻打台湾热兰遮城的攻炮城活动。而在农历七月盂蘭盆月(俗称鬼月)30天里，安海有着轮流普渡的风俗，这一点跟台湾鹿港是一样的，可见台湾先民很多都是从闽南地区迁徙过去。

### 慈善事业
从捐资建安平桥的黄护，捐建明善堂林瑞佑、林瑞冈兄弟，从倪人俊一代开始建立百年的晋江市育婴堂,晋江唯一的民间红十字会组织：安海飨保堂慈善会。800多年历史的安海也有着悠久的慈善传统。

## 教育
安海自古文风昌盛，重视教育。有着“朱文郑武”的历史。
朱熹之父朱松为首任安海镇官。朱熹一家三代在此讲学，为官。并建有鳌头精舍（后改为石井书院）。自绍兴八年至嘉熙二年（公元1138－1238年）一百年间，诞生了登科进士39名。从（宋乾道五年 公元1169年）榜眼石起宗起。曾出现过高镔家族兄弟、父子、祖孙、叔侄五代连登进士，“十子八登科（进士）”荣耀。著名的"嘉靖八才子"之一王慎中也为安海人士，而郑成功也在安海读书生活过。
截至2010年，安海县共有各类学校（园）97所，其中幼儿园42所，小学30所，初中学校3所，高级中学2所，职业中专1所；在校生2.7万人，小学、初中升学率均超过99%。
安海曾发行过多种报刊书籍，也是延续古代安海浓厚的文化气息。

## 医疗卫生
镇内设有安海医院1间（二级甲等综合性医院）拥有床位650床；安海卫生院1间，（一级甲等医院）拥有床位30床。